# Ascogaster armata
Ascogaster armata är en stekelart som beskrevs av Wesmael 1835. Ascogaster armata ingår i släktet Ascogaster och familjen bracksteklar. Inga underarter finns listade.